# Azerbaiyán en el Festival de la Canción de Eurovisión 2023
Azerbaiyán participará en el LXVII Festival de la Canción de Eurovisión, que se celebrará en Liverpool, Reino Unido del 9 al 13 de mayo de 2023, tras la imposibilidad de Ucrania de acoger el concurso por la victoria de Kalush Orchestra con la canción «Stefania». La radiodifusora İctimai Televiziya (İTV) (Televisión Pública en español) encargada de la participación azerí dentro del festival, decidió utilizar un método de elección interna para seleccionar a su representante en el concurso eurovisivo.
El 9 de marzo de 2023 se anunció al dúo de gemelos TuralTuranX con el tema «Tell Me More». El 13 de marzo de 2023 a través del canal oficial de Eurovisión en YouTube se publicó la canción junto a su videoclip oficial.

## Historia de Azerbaiyán en el Festival
Azerbaiyán debutó en la edición de Belgrado 2008 tras dos años intentando participar. Desde entonces, el país ha participado 14 ocasiones en el concurso, siendo uno de los países más exitosos durante sus primeras participaciones, y habiendo clasificado a todas las finales hasta 2017. Ganó el festival en 2011 con el dúo Ell/Nikki y la canción «Running Scared» con 221 puntos. Así mismo, consiguió mantener una racha de 5 años dentro del Top 5. Ha logrado clasificarse dentro de los 10 mejores en un total de 7 participaciones.
En 2022, el cantante Nadir Rüstəmli, terminó en 16.ª posición con 106 puntos en la gran final: 3 puntos del televoto (23.°) y 103 del jurado profesional (10.°), con el tema «Fade To Black».

## Representante para Eurovisión

### Elección Interna
La cadena azerí Ictimai confirmó la participación de Azerbaiyán en el Festival de la Canción de Eurovisión 2023 el 11 de octubre de 2022. El 8 de diciembre de 2022, Azerbaiyán confirmó que utilizaría un método de selección interna, abriendo ese mismo día la convocatoria de recepción de candidaturas hasta el 31 de diciembre de 2022, extendiendo posteriormente dicho periodo hasta el 15 de enero de 2023. A principios de 2023, Ictimai confirmó que había recibido más de 200 candidaturas entre artistas locales y extranjeros. Sobre las candidaturas, el jefe de delegación, Vasif Mammadov declaró que la decisión se inclinaría más por artistas locales.

«Nuestro objetivo y deseo con esto es que la música de compositores locales aparezca en el concurso. Según el proceso de selección, si las canciones locales y extranjeras cumplen los mismos criterios, preferiremos la canción local. Es decir, realmente queremos que en el concurso se interprete música de compositores azerbaiyanos. Demostremos que también tenemos compositores con talento. Espero que esto sirva de estímulo para los años venideros.»
Vasif Mammadov, jefe de delegación de Azerbaiyán

1 de febrero de 2023, Ictimai negó las acusaciones realizadas por Rauf Kingsley, quien acusó a la cadena azerí de haber seleccionado al grupo Mamagama por sus vínculos laborales con Eldar Gasimov, ex representante de Azerbaiyán y ganador del Festival de 2011, quien se había unido a la delegación como productor musical. Dentro de su declaración, Ictimai anunció que el proceso se encontraba en su etapa final con cinco actos finalistas. «Próximamente compartiremos toda la información que no afecte negativamente al proceso de selección y anunciaremos los nombres de los finalistas. Les pedimos un poco de paciencia», añadieron. Al día siguiente, se reveló la lista de finalistas: Azer Nasibov, Humay Aslanova & Amrah Musayev, Leyla Izzatova, Mamagama y Turan & Tural Bağmanovlar. La última etapa de la selección fue decidida por un grupo focal, que vio actuaciones en directo de los finalistas y escuchó las versiones finales de los temas, grabadas previamente en el mismo estudio y las mismas condiciones provistas por la Ictimai.
El 9 de marzo de 2023, se anunció al dúo TuralTuranX como los representantes de Azerbaiyán en Eurovisión, con el tema «Tell Me More» compuesta por ambos junto a Nihad Aliyev y Tunar Taghiyev. El 13 de marzo de 2023, fue publicado el junto a su videoclip oficial en el canal oficial de Eurovisión de YouTube.

## En Eurovisión
De acuerdo a las reglas del festival, todos los concursantes deben iniciar desde las semifinales, a excepción del anfitrión (en este caso, Reino Unido), el ganador del año anterior, Ucrania y el Big Five compuesto por Alemania, España, Francia, Italia y el propio Reino Unido. En el sorteo realizado el 31 de enero de 2023, Azerbaiyán fue sorteada en la primera semifinal del festival. En este mismo sorteo, se determinó que participaría en la segunda mitad de la semifinal (posiciones 8-15). Semanas después, ya conocidos los artistas y sus respectivas canciones participantes, la producción del programa dio a conocer el orden de actuación, determinando que el país participaría en la duodécima posición, después de Suecia y precediendo a Chequia.

### Semifinal 1
TuralTuranX tomará parte de los ensayos los días 1 y 3 de mayo así como de los ensayos generales con vestuario de la primera semifinal los días 8 y 9 de mayo. Azerbaiyán se presentará en la posición 12, después de Suecia y antes de Chequia.